# Ginger Baker's Air Force
Ginger Baker's Air Force était un groupe de jazz fusion créé par Ginger Baker en 1969. Le groupe a été composé notamment de Baker à la batterie, Steve Winwood à l'orgue et au chant, Ric Grech au violon et à la basse, Jeanette Jacobs au chant, Denny Laine à la guitare et au chant, Remi Kabaka à la batterie, Chris Wood au sax tenor et à la flûte, Graham Bond au sax alto, Harold McNair au sax tenor et à la flûte et Phil Seamen aux percussions. Le batteur de Yes, Alan White, a aussi joué avec le groupe de Mars à Septembre 1970.

## Discographie
- Ginger Baker's Air Force (1970)
- Ginger Baker's Air Force 2 (1970)

## Membres
- Peter Ginger Baker ; Batterie
- Denny Laine : Guitares, chant
- Kenneth Craddock : Guitares, orgue, piano, chant † 2002
- Ric Grech : Basse, violon † 1990
- Colin Gibson : Basse, saxophone
- Steve Winwood : Orgue, basse, chant
- Graham Bond : Orgue, saxophone, chant † 1974
- Harold McNair : Saxophone, flûtes † 1971
- Chris Wood : Saxophone, flûtes † 1983
- Bud Beadle : Saxophone
- Steve Gregory : Saxophone, flûtes
- Eleanor Barooshian : Chant
- Jeanette Jacobs : Chant † 1982
- Aliki Ashman : Chant
- Diane Stewart-Bond : Chant
- Phil Seamen : Batterie, percussions † 1972
- Remi Kabaka : Batterie, percussions
- Neemoi (Speedy) Acquaye : Batterie, percussions
- Alan White : Batterie
- Anthony "Rebop" Kwaku Baah : Percussions